# 旧小松川閘門
旧小松川閘門（きゅうこまつがわこうもん）は、東京都江戸川区小松川でかつて供用されていた閘門である。荒川と旧中川の合流地点に位置している。
2018年に江戸川区内では初となる、また閘門としては唯一の東京都選定歴史的建造物として選定された。

## 歴史
荒川と中川の両放水路開削の完了に伴い、水量が多く水位が高い荒川と分断された旧中川間の航行を可能とするため、水位調整を目的として作られ1930年（昭和5年）に竣工した。小松川閘門のすぐ下流には小名木閘門がすでに存在していたが、並行して流れている小名木川と旧中川沿岸の産業振興に伴う船舶往来需要の急増および水質悪化を防ぐ目的から建設された。
水上交通の衰退により1976年（昭和51年）に廃止された。閉鎖の原因は地盤沈下としている資料もある。

## 場所
- 東京都江戸川区小松川1丁目１
- 東大島駅小松川口より徒歩6分

大島小松川公園「風の広場」に保存、「ヨーロッパの城を思わせる造形は今も威風堂々として見応えがある」と表現される事もある。
施行当時は東京府南葛飾郡小松川町の地名であった。

## 施工当初の構造
設計者は内務省土木局東京土木出張所荒川下流改修事務所。旧小松川閘門は、全長105m、有効長74.9m、 扉幅11.0mの閘門である。扉室の基礎には、米松杭と鉄筋コンクリート杭との2本継ぎ杭が合計350か所打ち込まれ、床板は鉄筋コンクリート被覆の鈑桁を縦横に組み合わせて作られている。閘室底部はコンクリート張工、側壁は第二型ラルゼン式鉄矢板工。扉室前後には導水路が作られ、コンクリート方塊張による二割護岸を施されていた。
工費は99万3千円という資料、101万円余りという資料がある。
稼働時にはふたつの扉（閘門）があったが、2025年現在は旧中川側のひとつだけが現存している。また残った閘門も1991年に埋められ、2/3が地中に埋まっている状態である。
通航制限として内務省告示により舟は長さ40メートル以内、幅10メートル以内、吃水2.1メートル以内とされ、筏は長さ30メートル以内、幅4.5メートル以内とされていた。

## エピソード
- 2023年（令和5年）5月22日、英国オックスフォード大学留学時に、英国テムズ川の水運史、海上交通や水運を研究している今上天皇が視察に訪れた[17][18]。
- 建設には工事を管轄していた内務省東京第二土木出張所長である中川吉造のもとで、のちに神戸市長を務めた原口忠次郎も参加していた[19]。原口は小松川閘門と船堀閘門の設計に携わったこと、その基礎杭工事の難しかったことを回想し、後年の自身の著書と学位論文はこの時の経験からヒントを得たと語っている[20]。